# Usaje

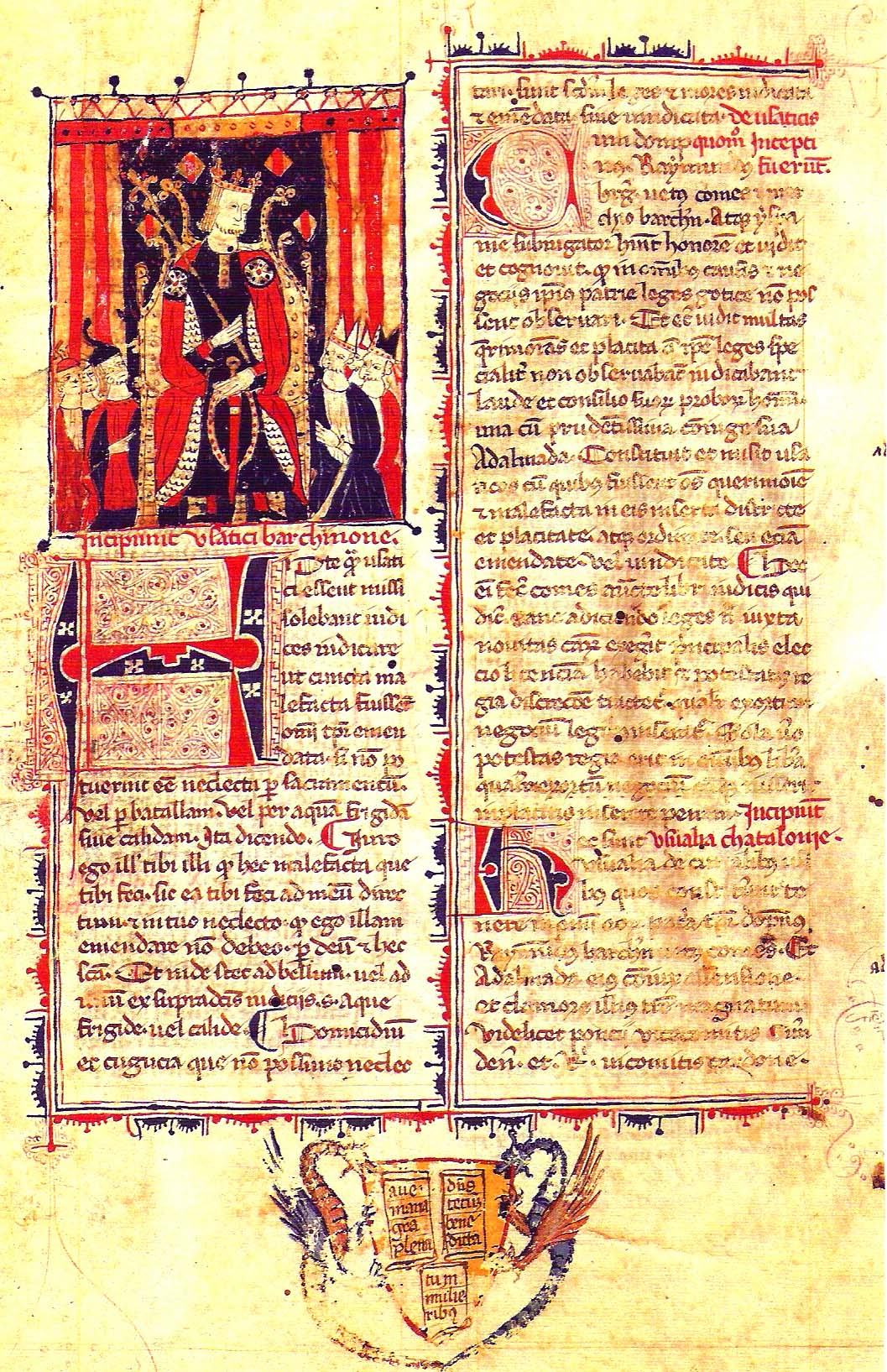
Los Usatici Barchinone (Usajes de Barcelona) y las Usalia Cathalonie (Costumbres de Cataluña) complilados por Alfonso II de Aragón (1157-1196).
(ACA, ms. de Ripoll, núm. 38, fol. 1)

Un Usaje o Uso (en catalán: Usatge; en latín: Usatici) es una forma jurídica inicial de «Costumbre» y constituye parte del derecho consuetudinario. Es un Usaje cada uno de los usos y costumbres específicos recogidos en una compilación legislativa, como fue la compilación de los Usajes de Barcelona. 

## Concepto
Como forma de proceder o resolver en materia jurídica, tiene su origen en la repetición reiterada, uso, de una ley no escrita pero aceptada generalmente por una comunidad. Se diferencia de la costumbre porque no se impone con un carácter imperativo, si bien es aceptado por las partes que integran la comunidad.

## Compatibilidad
Como derecho consuetudinario se la considera una fuente del derecho y convive en rango menor y supletorio con las leyes escritas y estipuladas. Asimismo constituye una buena fuente de interpretación jurídica y la ley reconoce su vigencia cuando no existere una norma legal exacta aplicable a un punto controvertido y concreto.